# 뤄양 크리스마스 화재
뤄양 크리스마스 화재(중국어: 2000年洛阳东都商厦火灾, Luoyang Christmas fire)는 2000년 12월 25일 밤 9시 35분, 중화인민공화국 허난성 뤄양시에서 일어난 화재로 309명의 사망자가 발생한 중국 역사상 최악의 대형 화재 사고이다. 이 화재 사고는 백화점 안에 있는 나이트클럽에서 일어난 것으로 잠정적으로 결론하게 되었다. 그러나 사망자 대다수가 디스코텍에서 크리스마스를 즐기던 10대 학생들이었으며 연기 및 불길에 갇혀 있는 상태로 인해 희생자가 크게 증가하였다. 중국 구조 당국에 따르면, 그 다음날인 12월 26일 새벽 1시 무렵이 되어야 불길을 완벽히 진압하였던 것으로 드러났다. 그리고 해당 화재 사건의 원인은 용접에 의해 일으킨 상태로 판단된다.

## 인명 피해
이 화재 여파에 따라 사망자만 무려 309명에 이르고 있으며, 희생자 대다수가 10대 청소년 등 미성년자들을 위주로 희생되었던 것으로 보인다.

## 같이 보기
- 키스 나이트클럽 화재
- 산티카 클럽 화재
- 바셴하이안 폭발 사고
- 삼풍백화점 붕괴 사고
- 센니치 백화점 화재
- 다이요 백화점 화재
- 거성관 화재
- 인천 인현동 라이브 호프 화재 참사
- 우왕 클럽 화재(중국어판)